# Швифтинг
Швифтинг (њем. Schwifting) општина је у њемачкој савезној држави Баварска. Једно је од 31 општинског средишта округа Ландсберг ам Лех. Према процјени из 2010. у општини је живјело 908 становника. Посједује регионалну шифру (AGS) 9181140.

## Географски и демографски подаци
Швифтинг се налази у савезној држави Баварска у округу Ландсберг ам Лех. Општина се налази на надморској висини од 631 метра. Површина општине износи 11,4 km². У самом мјесту је, према процјени из 2010. године, живјело 908 становника. Просјечна густина становништва износи 79 становника/km².